# روبن س. بيكر
روبن س. بيكر (بالإنجليزية: Reuben C. Baker)‏ هو رائد أعمال أمريكي، ولد في 18 يوليو 1872، وتوفي في 29 سبتمبر 1957.